# Sindrome di Beals
La  sindrome di Beals  o  sindrome di Beals-Hecht  o  artrogriposi distale tipo 9  o  aracnodattilia contratturale congenita  è un insieme di sintomi e segni caratterizzanti una malformazione congenita dell'individuo. Ricorda per molti versi un'altra sindrome, quella di Marfan, ma sembra che l'incidenza epidemiologica sia inferiore a quest'ultima (1 persona su 3 000-5 000 contro 1 persona su 25 000-50 000). Le prime anomalie della sindrome di Beals si riscontrano fra i primi giorni di vita del bambino e il compimento di un anno dello stesso.

## Sintomatologia
I sintomi e i segni clinici sono molteplici: può essere osservata micrognazia (con frequente malocclusione); alta statura e dolicostenomelia (più moderata di quella della sindrome di Marfan) sono anch'esse di frequente riscontro. Un segno caratteristico (ma non patognomonico) della sindrome sono i padiglioni auricolari "accartocciati" e dal margine superiore irregolare fin dalla nascita (crippled ears); spesso è presente una cifoscoliosi congenita che tende a peggiorare negli anni, fino a necessitare di un intervento chirurgico nei casi più severi. L'aorta è frequentemente dilatata (specie tra radice aortica e aorta toracica), tuttavia tende a mantenersi in condizioni di ectasia (quindi a basso rischio dissecazione e rottura), senza degenerare in aneurisma dell'aorta ascendente, come invece accade abitualmente nei pazienti Marfan non adeguatamente trattati. La caratteristica peculiare della sindrome sono però le molteplici contratture articolari presenti fin dalla nascita nei soggetti affetti: per quanto nelle prime fasi dello sviluppo coinvolgano principalmente le grandi articolazioni (come ginocchio e gomito), le contratture più evidenti nei pazienti più grandi sono a carico delle dita: frequente, infatti, è il riscontro di camptodattilia diffusa, in particolar modo a carico delle mani, che quasi sempre si stabilizza per tutta la vita su livelli di moderata ipomobilità (si tratta di contratture tendenzialmente indolori).

## Eziologia
Come molte sindromi la causa è un'anomalia genetica dell'FBN2, gene che codifica per la fibrillina-2, mappato sul cromosoma 5q3. La fibrillina-2 è una delle due forme omologhe di una proteina della matrice extracellulare. Anomalie nel gene FBN1, codificante per la fibrillina-1 e mappato sul cromosoma 15q21, determinano la sindrome di Marfan. Si tratta di una sindrome ereditaria a carattere autosomico dominante; circa il 50% degli affetti presenta però una mutazione de novo, quindi non presente nel corredo genetico dei genitori.

## Terapie
Il trattamento mira a curare i segni clinici della persona, come ad esempio la correzione chirurgica per la cifoscoliosi non corretta con misure normali. Fisioterapia e correzione chirurgica rimangono i trattamenti più comuni per contrastare la sindrome. Nei casi di dilatazione progressiva della radice aortica si può ricorrere a una terapia farmacologica a base di betabloccanti (che nel caso della più pericolosa sindrome di Marfan dovrebbero essere sempre assunti fin dal momento della diagnosi, a prescindere dal contingente diametro aortico, a meno di soggettive controindicazioni).

## Prognosi
L'aspettativa di vita è pressoché normale, solo in rari casi essa viene ridotta a causa di gravi problemi cardiovascolari (specie a livello aortico) associati alla sindrome.